# Radio Galega
Radio Galega (RG, Radio Gallega) es el nombre que recibe la radio pública de Galicia, integrada en la Corporación Radio y Televisión de Galicia, que incluye también la Televisión de Galicia.

## Historia
Radio Galega comenzó a emitir, en fase de pruebas, el 24 de febrero de 1985 como Radiotelevisión Galicia, e inició su programación regular el 29 de marzo de ese mismo año. En 1989 pasó a llamarse Radio Autonómica Galega, y desde 1991 su nombre es Radio Galega.

### Imagen corporativa

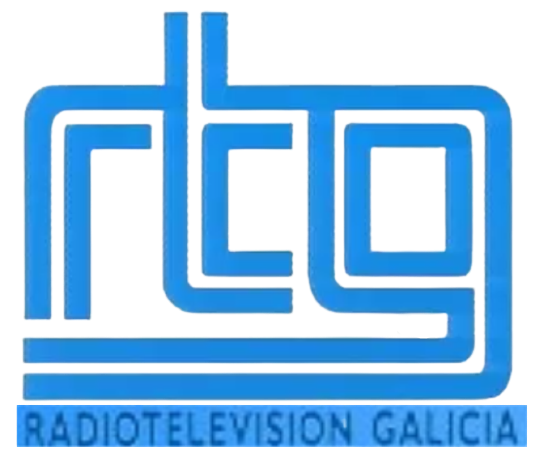
Logo de Radiotelevisión Galicia (RTG) desde 1985 hasta 1989.
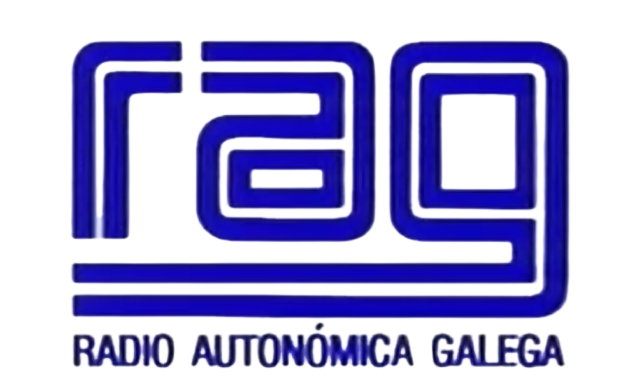
Logo de Radio Autonómica Galega (RAG) desde 1989 hasta 1991.
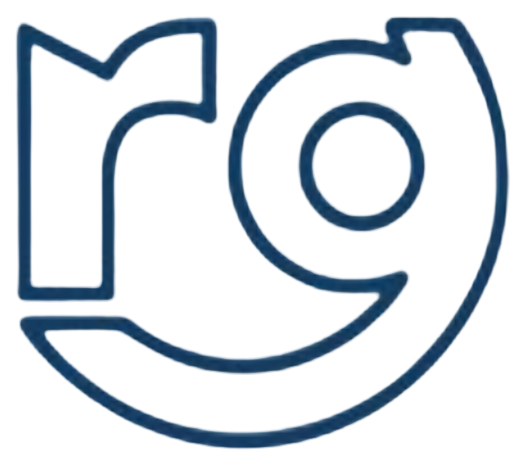
Logo de Radio Galega desde 1999 hasta 2006.
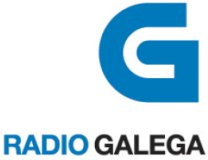
Logo de Radio Galega desde 2006.

## Cadenas
Actualmente cuenta con dos cadenas que emiten de forma convencional: Radio Galega, con programación generalista íntegramente en gallego, y Radio Galega Música, radiofórmula musical. 
En cuanto a la emisión por Internet y por TDT, a las dos cadenas antes citadas habría que añadir a Son Galicia Radio, dedicada a la música gallega en general, tanto la tradicional como la más actual.

## Frecuencias
Provincia de La Coruña
- Ares: 103.9 FM
- Betanzos: 107.9 FM
- Carballo: 103.5 FM
- Cariño: 87.6 FM
- Cee: 94.9 FM
- Finisterre: 106.6 FM
- La Coruña: 104.8 FM
- Noya: 90.3 FM
- Riveira: 92.4 FM
- Santiago de Compostela: 92.5 y 96.2 FM
- Vimianzo: 104.6 FM

 Provincia de Lugo
- A Proba de Navia: 91.1 FM
- Castroverde: 105.2 FM
- Folgoso de Caurel: 100.4 FM
- Jove: 97.4 FM
- Lourenzá: 103.3 FM
- Lugo: 98.3 FM
- Páramo: 103.7 FM
- Pedrafita do Cebreiro: 102.4 FM
- Puente Nuevo: 104.5 FM
- Ribadeo: 95.9 FM
- Sierra del Gistral: 94.1 FM
- Vivero: 103.5 FM

 Provincia de Orense
- Castrelo del Valle: 88.5 FM
- El Barco de Valdeorras: 101.2 FM
- La Vega: 105.2 FM
- Lovios: 92.7 FM
- Orense: 105.5 FM
- Parada de Sil: 104.8 FM

 Provincia de Pontevedra
- Gondomar: 98.5 FM
- La Cañiza: 93.4 FM
- La Guardia: 91.0 FM
- Lalín: 96.8 y 104.4 FM
- Moaña: 102.3 FM
- Oya: 93.2 FM
- Pontevedra: 100.0 FM
- Tuy: 103.2 FM
- Valga: 100.9 FM
- Vigo: 95.1 FM